# Bassbuffo
Der Bassbuffo, auch Spielbass, ist die Bezeichnung für einen Charakterspieler mit geläufiger Bassstimme, der für heitere Rollen in der Spieloper und anderen Semiseria- bzw. komischen Opern eingesetzt wird.

## Charakteristik
Nach der langjährig für künstlerische Betriebsbüros verbindlichen Beschreibung von Rudolf Kloiber ist Bassbuffo eine Bezeichnung für ein Stimmfach in der Oper, das sich für die betreffenden Opernpartien eignet und das in Engagementsverträgen festgelegt wird. Zwischen dem deutschen Bassbuffo und seinem französischen und italienischen Pendant etwa in den Opern von Rossini und Donizetti ist vom Stimmtypus her kein großer Unterschied.
Da die Partien textreich sind („Parlando“), wurden sie meist in einer textverständlichen Baritonlage komponiert. Einige Partien verlangen dem Sänger auch Ausflüge in sein Falsettregister ab.

## Partien (Auswahl)
- Wolfgang Amadeus Mozart: Bastien und Bastienne – Colas
- Wolfgang Amadeus Mozart: Zaide – Osmin
- Wolfgang Amadeus Mozart: Die Entführung aus dem Serail – Osmin
- Wolfgang Amadeus Mozart: Der Schauspieldirektor – Schauspieler Buff
- Wolfgang Amadeus Mozart: Le nozze di Figaro – Bartolo, Antonio
- Gioachino Rossini: Il barbiere di Siviglia – Bartolo, Basilio
- Heinrich Marschner: Der Templer und die Jüdin – Bruder Tuck
- Franz Schubert: Die Verschworenen – Heribert
- Gaetano Donizetti: Don Pasquale – Titelrolle
- Albert Lortzing: Zar und Zimmermann – van Bett
- Albert Lortzing: Der Wildschütz – Baculus
- Otto Nicolai: Die lustigen Weiber von Windsor – Falstaff
- Friedrich von Flotow: Martha – Lord Tristan Mickleford, Harriets Vetter
- Bedřich Smetana: Die verkaufte Braut – Kezal
- Peter Cornelius: Der Barbier von Bagdad – Abul Hassan Ali Ebn Bekar, Barbier
- Johann Strauss: Der Zigeunerbaron – Kálmán Zsupán, ein reicher Schweinezüchter im Banat[1]
- Carl Millöcker: Der Bettelstudent – Oberst Ollendorf[2]